# IX Premis Días de Cine
Els IX Premis Días de Cine foren atorgats pel programa de televisió Días de cine el 18 de gener de 2022. Els premis no tenen assignació econòmica, però no descarten «tenir-la en un futur». En aquesta edició es va entregar un nou premi, aquest cop a la millor música de banda sonora, que fou entregar a Zeltia Montes.
L'entrega es va fer al Museu Reina Sofia i fou presentada per Gerardo Sánchez. Fou retransmesa per La 2 i RTVE Play amb limitació d'aforament degut a la pandèmia de COVID-19.

## Premiats
| Categoria                        | Premiat                                      | Labor premiada           |
| -------------------------------- | -------------------------------------------- | ------------------------ |
| Millor documental                | El agente topo                               | Maite Alberdi            |
| Millor pel·lícula d'animació     | Calamity, une enfance de Martha Jane Cannary | Rémi Chayé               |
| Millor pel·lícula espanyola      | Maixabel                                     | Icíar Bollaín            |
| Millor pel·lícula internacional  | Quo Vadis, Aida?                             | Jasmila Žbanić           |
| Millor actriu espanyola          | Blanca Portillo                              | Maixabel                 |
| Millor actriu internacional      | Jasna Đuričić                                | Quo Vadis, Aida?         |
| Millor actor espanyol            | Javier Bardem                                | El buen patrón           |
| Millor actor internacional       | Benedict Cumberbatch                         | The Power of the Dog     |
| Millor música                    | Zeltia Montes                                | El buen patrón           |
| Premi del Públic                 | Daniel Monzón                                | Las leyes de la frontera |
| Premi Ha Nacido una Estrella     | Tamara Casellas                              | Ama                      |
| Premi Somos Cine                 | La hija                                      | Manuel Martín Cuenca     |
| Premi Vida en Sombras            | Quién lo impide                              | Jonás Trueba             |
| Premi El Resplandor              | Urko Olazabal                                | Maixabel                 |
| Premi Elegidos para la gloria    | José Luis Alcaine                            | per la seva carrera      |
| Premi El futuro es mujer         | Libertad                                     | Clara Roquet             |
| Premi millor edició DVD/Blue ray | Universo Wong Kar-wai                        |                          |